# تنگه ویلکیتسکی
تنگه ویلکیتسکی (روسی: пролив Вилькицкого) یک تنگه در شمال سرزمین کراسنویارسک کشور روسیه است.